# Martini (cocktail)
Il Martini o Martini Dry è un cocktail pre-dinner a base di gin e vermut dry. È un cocktail ufficiale della International Bartenders Association, con il nome Dry Martini.

## Composizione

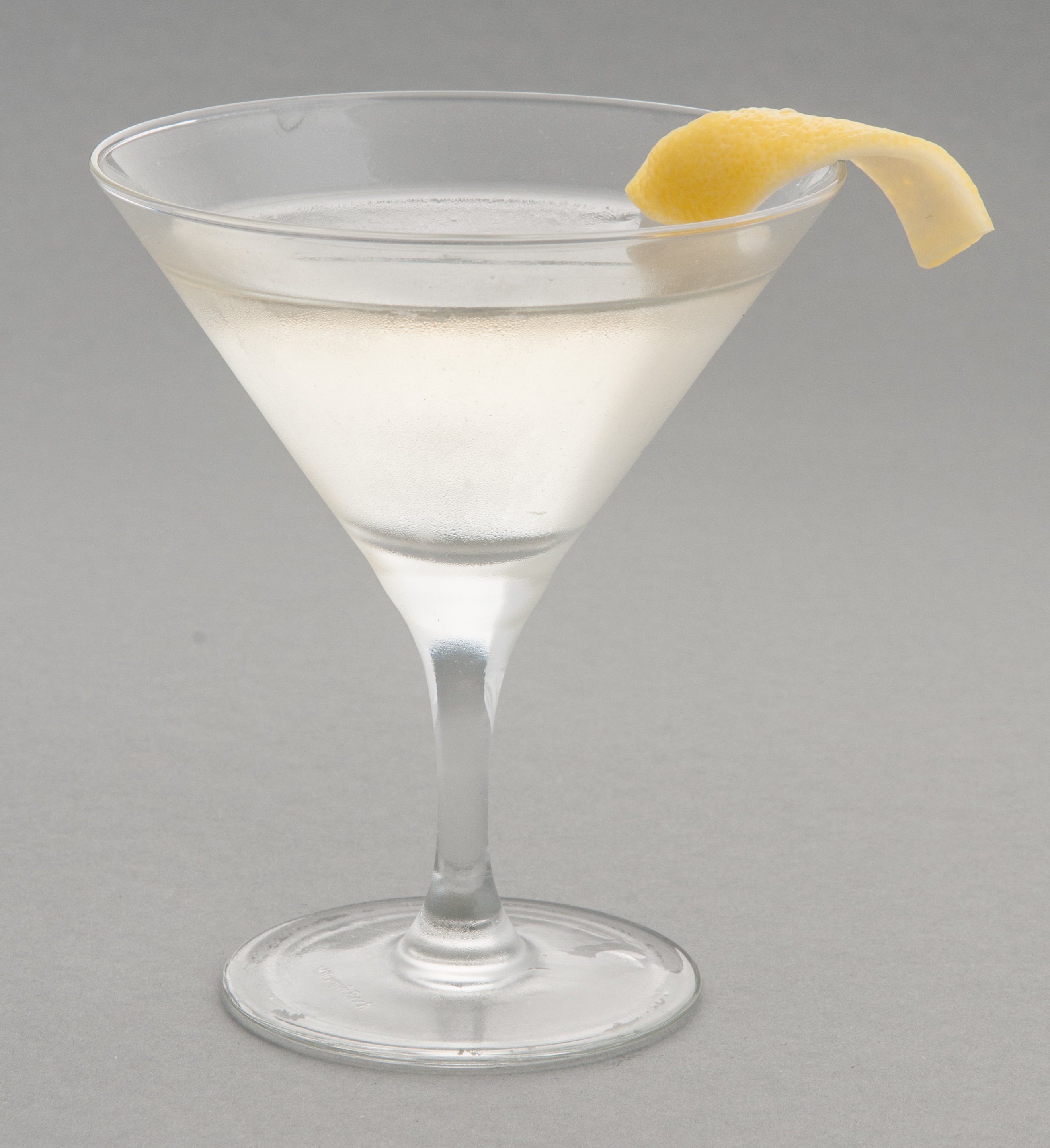
Un Martini decorato con un twist di limone

### Ingredienti
La nuova ricetta IBA del 2011 prevede la seguente ricetta:
- 6 cl di gin
- 1 cl di dry vermut

### Preparazione
Riempire una coppa Martini di ghiaccio per raffreddarla, riempire un mixing glass di ghiaccio e versare tutti gli ingredienti al suo interno, quindi mescolare bene. Scolare il ghiaccio dalla coppa Martini e versare il cocktail, filtrandolo dal ghiaccio con lo strainer. Guarnire con un'oliva oppure spremere una scorza di limone sulla superficie della coppa Martini ma non inserirla nel bicchiere.

## Nome
L'origine del nome è dibattuta. Alcuni sostengono che sia il nome del barista italiano, originario di Arma di Taggia che per primo, nella New York del 1912, l'avrebbe preparato per John D. Rockefeller. Altri suppongono che derivi dal cocktail di Jerry Thomas (detto the professor) il Martinez (1850), secondo altri ancora il Martinez fu trasformato in Martini da Julio Richelieu nel 1870, altri infine dicono sia legato alla Martini & Rossi.

## Varianti
Esistono diverse varianti del Martini, come lo Sweet Martini, il Martini Perfect ed il Medium Martini, oltre al Martini Vodka, la cui variante è il Vesper cocktail, divenuto celebre poiché cocktail preferito da James Bond. Il Martini Dry faceva parte delle 6 ricette fondamentali del "The Fine Art of Mixing Drinks" di David A. Embury, del 1948.
La ricetta proposta da Embury era la seguente:
- 7 parti di gin
- 1 parte di vermouth (dry)

Una versione molto secca è rappresentata dal Martini Hemingway, che prende il nome proprio dal famoso scrittore e si prepara mescolando Martini dry (1 parte) nel mixing glass con ghiaccio, quindi buttare via il Martini e mescolare alla stessa maniera 12 parti di gin e 1 di Vermouth. Chiamato anche “Montgomery” dal nome del generale che indicava questo rapporto non solo per il Martini, ma anche come proporzione tra i suoi soldati e quelli nemici durante le battaglie.